# Pont dels Llossers
El Pont dels Llossers és un pont del municipi de Bolvir (Cerdanya) protegit com a bé cultural d'interès local. El pont dels Llossers està situat a la part baixa del torrent dels Llossers que rep aquest nom perquè ben a la vora hi ha diversos punts d'extracció de llosa.

## Descripció
Aquest pont permet a la séquia de la Solana salvar el desnivell del torrent dels Llossers, per la qual cosa s'hauria de considerar més un aqüeducte que un pont. La séquia de la Solana és una infraestructura d'època medieval que permet agafar l'aigua del riu Querol i regar els prats de la solana dels municipis de Guils de Cerdanya, Bolvir i Ger.
El pont té un sol ull amb arcada lleugerament apuntada i consta de tres parts diferenciades. El primer basament és fet de grans blocs arrodonits amb dimensions força regulars lligats en sec que descansa directament a la llera del torrent. Aquest, per tipologia constructiva podria haver estat el basament d'un pont més antic. Sobre aquest basament en trobem un altre de pedra seca de factura més regular, amb blocs fent cantonera. El tercer cos és el pont pròpiament dit construït amb dos tipus de material: pedra local (esquistos) de petites dimensions i maó massís lligat amb calç. El maó ha estat utilitzat per la volta exclusivament. El pont presenta una barana de pedra i per damunt hi passa un tub d'uralita que condueix l'aigua. Així el pont també fa funció d'aqüeducte.